# 伊咲ウタ
伊咲 ウタ（いさき ウタ、2月14日 - ）は、日本の漫画家、イラストレーター。静岡県出身、静岡県在住。女性。大阪芸術大学卒業。2008年に講談社のアフタヌーン四季賞で佳作、準入賞、四季大賞を受賞し、漫画家としてデビュー。

## 概要
2008年に講談社主催のアフタヌーン四季賞で準入賞、四季大賞を受賞。2009年、同社の『Good!アフタヌーン』で『サヤビト』の連載を開始。2013年に完結し、単行本は全8巻。
2014年、一迅社の『月刊ComicREX』2月号から『現代魔女図鑑』の連載を開始。2016年に完結し、単行本は全5巻。
2016年、講談社の『なかよし』6月号、8月号から10月号で『マホタン 〜活字中毒者の魔本探索、あるいは裏図書館のこと〜』を短期連載。同年に『活字中毒者の魔本探索、あるいは裏図書館のこと ―マホタン―』と改題し、単行本が出版された。
2017年、KADOKAWA（アスキー・メディアワークスブランド）の『月刊コミック電撃大王』にて、『ブキミの谷のロボ子さん』の連載を開始。2019年4月号にて完結。
その他、KADOKAWAから発売されたアンソロジーコミック『エクレア あなたに響く百合アンソロジー』および『エクレア blanche あなたに響く百合アンソロジー』で短編が掲載された。
猫を2匹飼っており、その様子を描いた写真、イラストを時折Twitterに投稿している。この2匹はいずれもハチワレであり、同人活動でのサークル名も「ハチワレ堂」である。

## 単行本
- 『サヤビト』 講談社〈アフタヌーンKC〉、全8巻
- 『現代魔女図鑑』一迅社〈REXコミックス〉、全5巻
- 『活字中毒者の魔本探索、あるいは裏図書館のこと ―マホタン―』 講談社〈講談社コミックスなかよし〉、全1巻
- 『ブキミの谷のロボ子さん』 アスキー・メディアワークス〈電撃コミックスNEXT〉、全3巻
- 『きみのせかいに恋はない』講談社〈Kissコミックス〉、全1巻

## イラスト
- 「カードファイト!! ヴァンガード」シリーズ - カードイラスト
- 『オリオンレイン』 - 矢立文庫連載Web小説 - 挿絵

## 同人誌
サークル名は「ハチワレ堂」
- 伊咲ウタ短編集

2017年5月 COMITIA120
「とーちゃんとぼく」、「母を訪ねて40分」(いずれも『Good!アフタヌーン』で読み切り掲載)
- 伊咲ウタ短編集2

2018年5月 COMITIA124
「溶ける」(初出)、「脱皮」(『Good!アフタヌーン』で読み切り掲載)
- 伊咲ウタ短編集nebula

2018年8年 COMITIA125
「ウルウ」（アフタヌーン四季賞で佳作入賞した作品を加筆修正したもの）
- illust book CARD

2019年2月 COMITIA127
「カードファイト!! ヴァンガード」のイラストや単行本表紙を収めたイラスト集
- マーメイドインザボトル

2019年5月 COMITIA128、オリジナル短編漫画
- 峰くんはノンセクシャル

2019年11月 COMITIA130、オリジナル短編漫画
- シルクスクリーン

2020年2月9日 COMITIA131、オリジナル短編漫画